# Lukh
Lukh (russisk: Лух) er en flod i Ivanovo, Nizjnij Novgorod og Vladimir oblast i Rusland. Den er en venstre biflod til Kljazma (i Volgas afvandingsområde), og er 240 km lang, med et afvandingsareal på 4450 km². Lukh er frosset til fra november til forårsflommen i april.
56°13′40″N 42°24′15″Ø / 56.227667°N 42.404194°Ø